# Caniçada
Caniçada est une ancienne paroisse civile portugaise (en portugais : freguesia) de la municipalité de Vieira do Minho dans le district de Braga. En 2013, elle fusionne avec Soengas pour former Caniçada e Soengas.

## Histoire
Les premières mentions de Caniçada remontent au XIe siècle.
En 1515, le roi Manuel Ier accorde une charte à la municipalité de Ribeira de Soaz — parfois Penafiel de Soaz, — dont Caniçada devient le siège,,. Ribeira de Soaz regroupe, outre Caniçada, les paroisses de Cova, Frades, Friande, Louredo, Parada de Bouro, Salamonde, Soengas, Ventosa et Vilar da Veiga. Ribeira de Soaz disparaît en 1834,, éclatée entre Bouro, Lanhoso et Vieira. Caniçada est alors rattachée à cette dernière municipalité, qui prendra par la suite le nom de Vieira do Minho.
La loi no 11-A/2013 du 28 janvier 2013, portant réorganisation administrative du territoire des freguesias, fusionne Caniçada avec la paroisse voisine de Soengas pour former l’União das freguesias de Caniçada e Soengas (dont le siège est à Caniçada).